# Johnny Chambers
Johnny Chambers, più conosciuto come Johnny Quick, è un personaggio dei fumetti pubblicati dalla DC Comics. È un supereroe della Golden Age con il potere della supervelocità. Apparve principalmente in More Fun Comics negli anni trenta-cinquanta. Negli anni ottanta le avventure di Johnny Quick furono connesse alla realtà di Terra-2 della DC Comics; ciò avvenne nelle pagine del fumetto All-Star Squadron.

## Storia editoriale
- More Fun Comics n. 71 (1941): debutto del personaggio.
- DC Special Series n. 11 (1978): The Flash Spectacular. Prima apparizione nell'era moderna.
- All-Star Squadron (1982-1987): il personaggio fu riconnesso alla continuity di storie di Terra-2; le storie avevano luogo durante i primi mesi di entrata degli Stati Uniti d'America nella seconda guerra mondiale.
- Young All-Star (1987-1989): il personaggio gioca un ruolo di supporto nelle storie post-Crisis seconda guerra mondiale.
- Justice Society of America (1992-1993): introduzione post-Crisis del personaggio nell'era moderna.

## Biografia del personaggio

### Origini
Johnny Quick è in realtà Johnny Chambers, un fotografo di attualità per il Sees-All/Tells-All News. Invoca il suo potere recitando una formula matematica ("3x2(4YZ)4A") insegnatagli dal suo guardiano d'infanzia, il Professor Gill, che a sua volta l'aveva ottenuta da un'iscrizione trovata sulla tomba di un faraone. Dopo aver imparato il segreto per ottenere velocità sovrumana, Johnny scelse di operare mantenendo segreta la sua identità.

### Inizi
Nel settembre 1941 Johnny Chambers indossa la sua uniforme scarlatta per la prima volta. All'inizio lavora da solo, quindi ottiene l'aiuto del suo amico e collega Tubby Watts. Nel dicembre dello stesso anno, tuttavia, avviene una svolta nella vita di Johnny. Mentre è in missione a Los Angeles, è un degli ultimi a vedere Flash prima del rapimento di un uomo misterioso su richiesta del criminale viaggiatore temporale Per Degaton. A causa di un paradosso temporale provocato dalla tecnologia del 1947 del Dottor Zee, gli eventi di quella prima settimana di dicembre, tutti collegati all'intrusione del criminale dal futuro, vennero annullati come se non fossero accaduti quando Degaton ritornò nel futuro. Sebbene Johnny Chambers abbia perso i ricordi dei dettagli di quella settimana (alla stregua degli altri supereroi e di Degaton stesso), alla fine da eroe solitario passò ad essere un membro dell'All-Star Squadron del Presidente Roosevelt.
Quell'avventura cruciale comincia con Johnny che segue le tracce dei membri scomparsi della Justice Society of America. Si fa strada fino a Washington e incontra per la prima volta Libby Lawrence. Come Johnny Quick incontrò Liberty Belle, Plastic Man, Dottor Mid-Nite, Hawkman, Robotman e Atomo e insieme con loro incontra il Presidente Roosevelt. Racconta loro dell'attacco dei Giapponesi alla flotta statunitense a Pearl Harbor. Il Presidente Roosevelt annuncia a questa manciata di eroi il suo desiderio che la JSA mobiliti tutti gli eroi in costume d'America in una singola unità, una All-Star Squadron, che risponda direttamente al Presidente. La loro prima missione è di volare verso la costa occidentale e cercare ogni sabotatore e, auspicabilmente, prevenire agni attacco giapponese in territorio statunitense.
Proprio quel giorno Johnny aiuta a salvare San Francisco nonché la città di Monterey dai piloti ipnotizzati da Degaton e dai loro Zero. Aiuta anche i suoi compagni mentre è nel super-sottomarino di Degaton. Gli eroi insieme utilizzano quindi i loro poteri per viaggiare fino alle Hawaii per vedere le terribili conseguenze dell'attacco di Pearl Harbor. Vedono anche di persona gli effetti sovrannaturali della Lancia del Destino e del Santo Graal, e impararono che anche i superuomini possono essere manipolati dalla magia. L'Asse adesso ha un invisibile barriera sui suoi fronti tattici che può imbrigliare qualsiasi uomo magico e costringerlo a combattere per la tirannia.
Fin dal loro primo incontro fra Johnny e Libby c'è un'evidente attrazione e presto sfocia in una relazione sentimentale, che sopravvive a molte prove nel corso dei mesi successivi. In particolare quando Libby assume la responsabilità di presidente della squadra, ma ciò malgrado la relazione perdura e i due si sposano il 1º aprile 1942.
In quei primi mesi con gli All-Star Johnny e la squadra sono attivamente coinvolti dal Presidente Roosevelt nella visita al Primo Ministro inglese Winston Churchill. Non solo Johnny protegge il Primo Ministro dai nazisti, dal Super-Nazista chiamato Barone Blitzkrieg, e dal plagiato POWs (nella persona del Comandante Acciaio), salva anche la Statua della Libertà e il Monumento nazionale dagli attacchi dei simpatizzanti nazisti. Viaggia anche nello Yucatán, nei giorni prima di Natale al fine di aiutare Carter Hall nel soccorrere la sua fidanzata Shiera Sanders. Anche qui si scontra con i nazisti e i loro simpatizzanti messicani.
I primi di gennaio trovano Johnny presente quando un velivolo a forma di occhio sorvola Washington. Da esso si materializza un alto essere che afferma di essere Akhet, un alieno e rappresentante della Confraternita Binaria Spaziale. Tutto ciò è orchestrato da Hath-Set. Questo alieno e la nave aliena appaiono su molte città e luoghi del mondo e il messaggio è sempre lo stesso: «Tutte le Nazioni della Terra devono arrendersi a Akhet, emissario della Confraternita. Tutti coloro che resisteranno saranno cancellati». Per un breve momento nella storia della terribile guerra mondiale, tutti i leader si unirono contro una minaccia comune. Hitler, Mussolini e Tojo mandarono messaggi a Roosevelt e Churchill in cui affermano che sono pronti ad unirsi a loro in una difesa comune contro l'alieno. Quest'unione non si avvererà, tuttavia, dato che vari eroi dell'All-Star Squadron riuscirono a scoprire l'inganno e a sconfiggere Hath-Set.
Nei primi di febbraio i membri della ex JSA sono nuovamente scomparsi. Un incontro d'emergenza dell'All-Star prende luogo e Tarantola viene invitata per la prima volta. L'incontro viene interrotto da un attacco del folle "Fiabesco" Fenton e dopo aver avuto a che fare con lui, l'All-Star si avvia verso la sede della Fiera mondiale di New York del 1939 dove una minaccia misteriosa viene diffusa in codice Morse. Ciò risulta nell'incontro dell'All-Star, che per la prima volta incontra Brain Wave. Entro la Perisfera il gruppo trova il corpo comatoso dei membri della JSA e gli viene dato un ultimatum: entrare nel mondo dei sogni creato dal criminale e salvare gli eroi all'interno o essere uccisi. Johnny e compagni entrano nel mondo onirico ma falliscono allo stesso modo dei grandi della JSA. Solo il puntuale intervento di Lanterna Verde (Alan Scott) salva gli eroi e distrugge le macchine del sogno. Dopo la sconfitta di Brain Wave il gruppo sceglie Perisphere e Trylon come nuovi quartier generali.
Quest'avventura li porta rapidamente alla successiva in cui Johnny si trova con Danette Reilly quando vengono attaccati da un uomo che si definisce Cyclotron, senza riuscire ad impedirgli di rapire Danette. Johnny si unisce a Robotman e al Comandante Acciaio e presto scoprono che Cyclotron è solo un tirapiedi di Ultra-Humanite. Dopo un'altra battaglia, Robotman viene catturato. Nei panni del suo alter ego, Johnny si presenta al Carole Lombard Memorial War Bond Drive a Manhattan. Guarda caso, capita che il luogo sia il posto previsto per il prossimo attacco di Ultra-Humanite. Sebbene riesca a salvare molte vite, Johnny rimane gravemente feito e viene portato in ospedale. Dopo aver lasciato l'ospedale dopo pochi giorni, si fa strada verso la Perisfera e si incontra con un gruppo di uomini misteriosi, tra cui Flash. L'All-Star Squadron ha già viaggiato in tre diverse città in pericolo di disastri pianificati da Ultra-Humanite: Brooklyn, Detroit, Los Angeles ed ebbero varie perdite. Johnny si unisce ai gruppi e insieme sconfissero il nemico.

### Johnny Quick e Quicksilver
Durante la guerra, Johnny incontra altri velocisti, Flash e Quicksilver (Max Mercury). Quicksilver diventa il mentore di Johnny, sebbene Johnny non prenda troppo seriamente i consigli che gli elargisce. Nel 1948 Quicksilver scompare e negli anni cinquanta si ritira dal ruolo di eroe. Riappare negli anni sessanta e salva Johnny da Savitar. I due si battono insieme contro il nemico, che scompare in un lampo di luce e non riapparirà per decenni. Johnny, da parte sua, raramente indosserà il costume dopo queste vicende e si concentrerà su altri aspetti della sua vita.

### Storia recente
Negli anni cinquanta, dopo essersi ritirato, Johnny comincia delle ricerche sulla formula che blocca la velocità. Quicksilver gli disse che la formula era semplicemente il suo modo di connettersi al potere interdimensionale, altrimenti noto come forza della velocità. Gli scienziati non credono all'idea che la formula gli dia i poteri, ma ritengono invece che la loro origine sia genetica. La teoria non convince Johnny che cerca la sua spiegazione nelle arti mistiche, vedendo la formula come un mantra che sblocca il suo potenziale.
Questa teoria ha effetto su Johnny, che inizia a tenere lezioni e seminari nelle università, cercando di predicare questa nuova filosofia al mondo. Con questo obiettivo fonda la Quickstart Enterprises, che crea e avalla prodotti di qualità discutibile, con videocassette con le lezioni di Johnny. Questo porta sua moglie Libby a lasciarlo, imbarazzata.
Grazie alle sue capacità l'invecchiamento di Johnny è ritardato, mantenendolo giovane e vigoroso, nonostante la sua età. Quando la Justice Society of America torna dopo una lunga assenza, Johnny li assiste occasionalmente. Insieme alla JSA, Johnny affronta il supercriminale Extant durante l'evento temporale conosciuto come Ora zero. Come gli altri eroi presenti, Johnny viene notevolmente invecchiato dal supercriminale. Sebbene sia invecchiato fisicamente, non rinuncia alla sua attività supereroistica e con sua figlia Jesse Chambers (che ha deciso di farsi chiamare Jesse Quick) aiuta ad addestrare il giovane Impulso.

### Destino finale
Qualche tempo più tardi, Johnny si incontra con Iris Allen, vedova di Barry Allen, che lo avverte che c'erano i guai in arrivo per gli usufruitori della forza della velocità. Johnny rifiutò di credere che il suo potere non fosse suo, fino al momento in cui si ritrovò senza velocità, grazie alla manipolazione del ritornato Savitar. Johnny viene forzato ad accettare l'esistenza della forza della velocità.
Nella battaglia finale con Savitar, Johnny Quick si sacrifica per salvare la vita di sua figlia e corre nella forza della velocità, fondendosi con essa. In Crisi infinita n. 4, assiste Max Mercury e Bart Allen nel confinare l'omicida Superboy-Prime portandolo nella forza della velocità.

## Alleati
Johnny Chambers ha avuto come assistente e confidente il collega e amico Tubby Watts. Lavorò con lui, si innamorò e si sposò con Libby Lawrence, alias Liberty Belle, e lavorò con tutti i membri dell'All-Star Squadron del tempo di guerra. Durante il suo periodo nel gruppo, Johnny incontrò i membri della Justice Society of America e sviluppò una forte ma amichevole rivalità con Jay Garrick, il primo Flash.
Johnny Quick riapparve brevemente durante Crisi Infinita, insieme con Max Mercury e Barry Allen, per assistere Bart Allen nel combattere Superboy-Prime.

## Poteri ed abilità
Pronunciando e immaginando la figura della formula ("3x2(4YZ)4A") Johnny ottiene un collegamento alla Forza della velocità la super velocità e dei riflessi eguali, anche se è molto minore a quella dei vari Flash e del Johnny Quick del Sindacato del crimine. Inoltre ha un'aura che lo protegge dalla frizione dell'aria.